# Oria dirini
Oria dirini là một loài bướm đêm trong họ Noctuidae.